# 皺紋犀孔鯛
皺紋犀孔鲷，为輻鰭魚綱奇鯛目大鱗鲷科的其中一種。分布於東北太平洋的加拿大海域，屬深海魚類，棲息深度708-886公尺，體長可達9.4公分。

## 扩展阅读
維基物種上的相關：皺紋犀孔鲷